# Schweich (Duitsland)

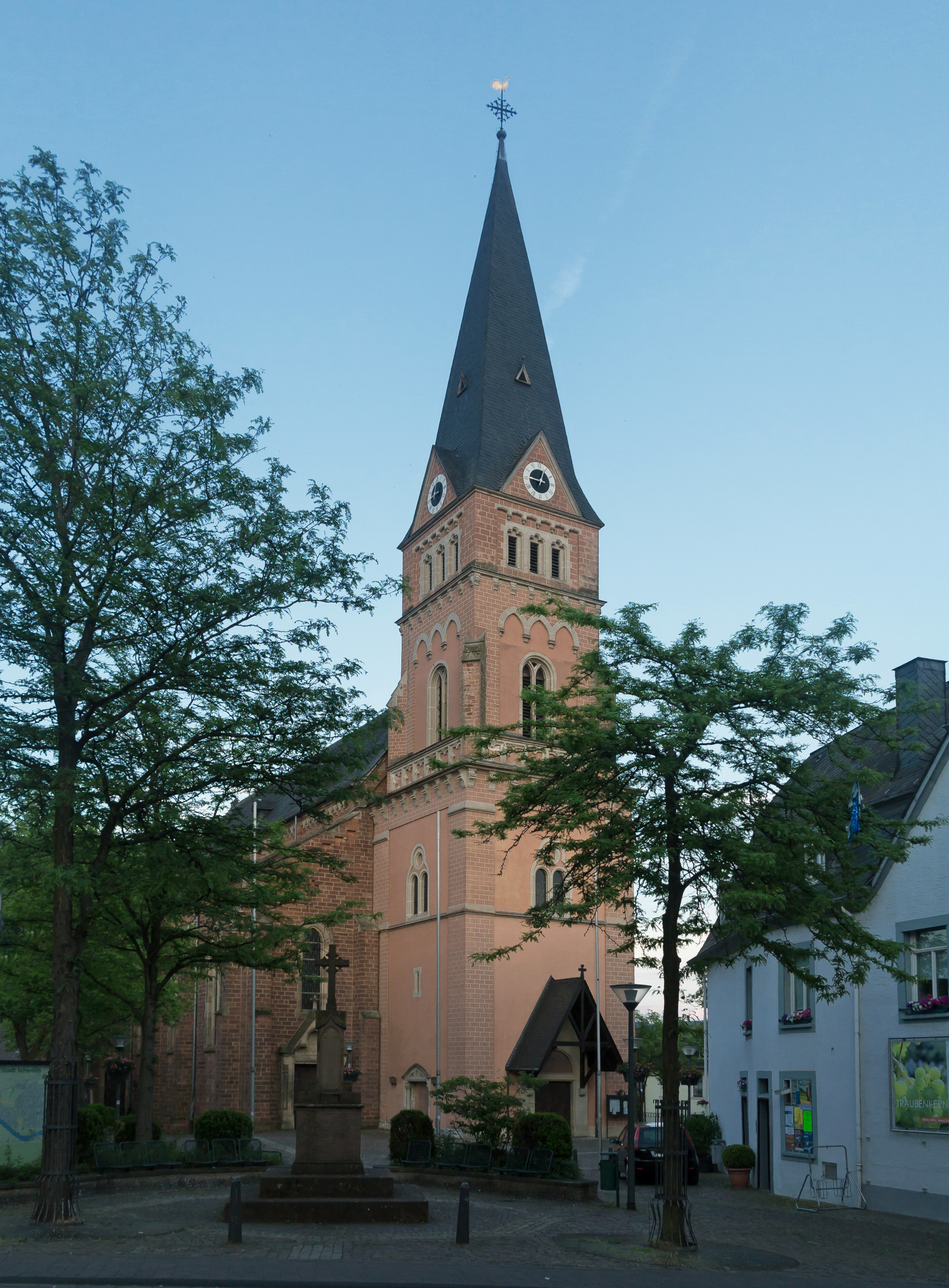
Katholieke kerk (Pfarrkirche Sankt Martin)

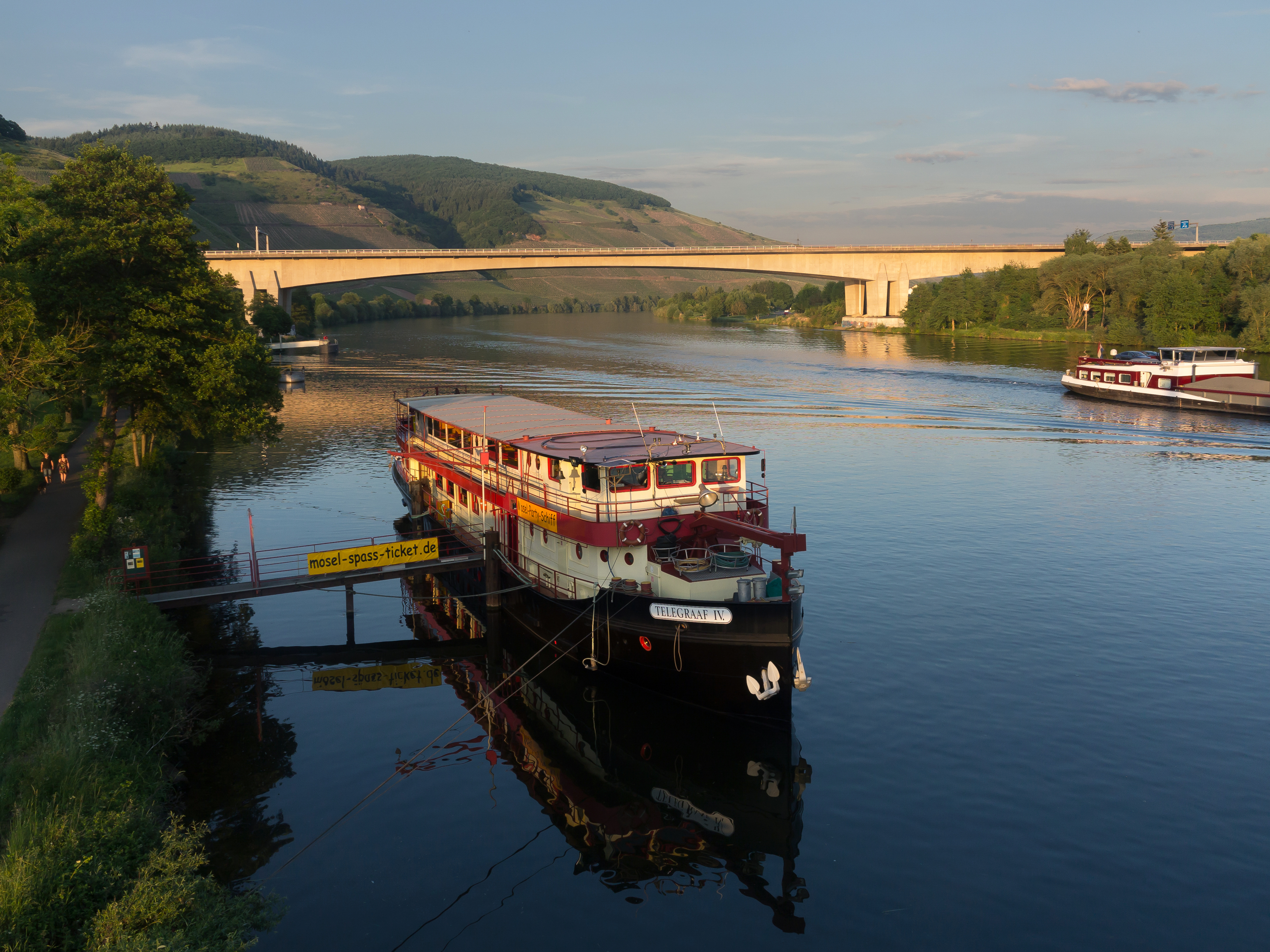
Schip en brug over de Moezel bij Schweich

Schweich is een gemeente in de Duitse deelstaat Rijnland-Palts, gelegen in de Landkreis Trier-Saarburg. De plaats telt 7.866 inwoners.